# Meki Do
Pour les articles homonymes, voir Meki (homonymie) et Do.
Meki Do en serbe latin et Mekidoll en albanais (en serbe cyrillique : Меки До) est une localité du Kosovo située dans la commune/municipalité de Zvečan/Zveçan, district de Mitrovicë/Kosovska Mitrovica. Selon des estimations de 2009 comptabilisées pour le recensement kosovar de 2011, elle compte 7 habitants, dont une majorité de Serbes.

## Démographie

### Évolution historique de la population dans la localité
| 1948 | 1953 | 1961 | 1971 | 1981 | 1991 | 2009 |
| ---- | ---- | ---- | ---- | ---- | ---- | ---- |
| 47   | 35   | 34   | 28   | 10   | 28   | 7    |

|  |